# Jourdain IV de L'Isle-Jourdain
Jourdain IV (v.  1220 – 1288) était un seigneur de l'Isle-Jourdain et un vassal d'Alphonse de Poitiers.

## Biographie
Jourdain de l'Isle nait vers 1220. Il est le fils de Bernard II Jourdain de l'Isle-Jourdain, comte de Lisle et de Dunes, et d'Indie de Toulouse, fille de Raymond V de Toulouse. C'était un croisé, il prit notamment part aux conflits qui opposèrent les guelfes et gibelins en Italie. Son beau-fils, Amalric II, futur vicomte de Narbonne (1298-1328), a dirigé les armées guelfes lors de la bataille de Campaldino en 1289. Son frère, Bertrand était évêque de Toulouse.
En 1249, il épouse Faydide de Cazaubon, fille d'Albert de Cazaubon.
Quelque temps avant de partir en croisade contre Manfred de Hohenstaufen, Jourdain a participé à une torneyamen, un genre de tournoi poétique, avec Guiraut Riquier, Raimon Izarn et Paulet de Marselha.
En 1266, après rédaction d'un testament, il apporte à Charles d'Anjou un contingent de chevaliers et d'arbalétriers. Le pape Clément IV lui-même a reconnu ses qualités chevaleresques. Après la victoire Charles, ce dernier inféode Jourdain au duché de Calabre avec le titre de vice-roi d'Italie et lui demande de retourner en Gascogne afin de trouver de nouveaux soldats, faute de quoi, les titres et fiefs de Jourdain lui seraient confisqués. Il reste en Italie jusqu’au mois d'octobre 1282, et repart finalement en France pour revenir avec un nouveau groupe de soldats.
En 1267 il épouse Vacquerie Adhémar de Monteil, fille de Lambert III Adhémar de Monteil et Bérengère de Lautrec.
En 1285, il rejoint le roi de France Philippe le Hardi pour le soutenir dans la croisade d'Aragon.
Jourdain serait mort en 1288, pourtant, il semble que Bertrand, baron de Faudoas, rende hommage à Jourdain IV de l'Isle-Jourdain, en 1289.

## Descendance
De son premier mariage avec Faydide de Cazaubon, il eut :
- Jourdain V, seigneur de l'Isle-Jourdain ;
- Indie, mariée à Bertrand, seigneur de Caumont ;
- Marguerite, mariée à Guy de Comminges.

De son second mariage avec Vacquerie Adhémar de Monteil, il eut :
- Bertrand, seigneur de Mauvesin, Montagnac, Corbonne, Saint-Paul, Pibrac, Ausun et Lombières ;
- Jeanne, épouse Amalric II, vicomte de Narbonne (1298-1328)[1]
- Tiburge, dame de Pribac, mariée à Gauthier du Fossat, seigneur de Bramenac, puis à Bernard V, comte d'Astarac ;
- Gaucerande, mariée à Étienne Colonna, mère de Giacomo Colonna, évêque, et de Giovanni Colonna, cardinal.